# Silvestro Chiesa

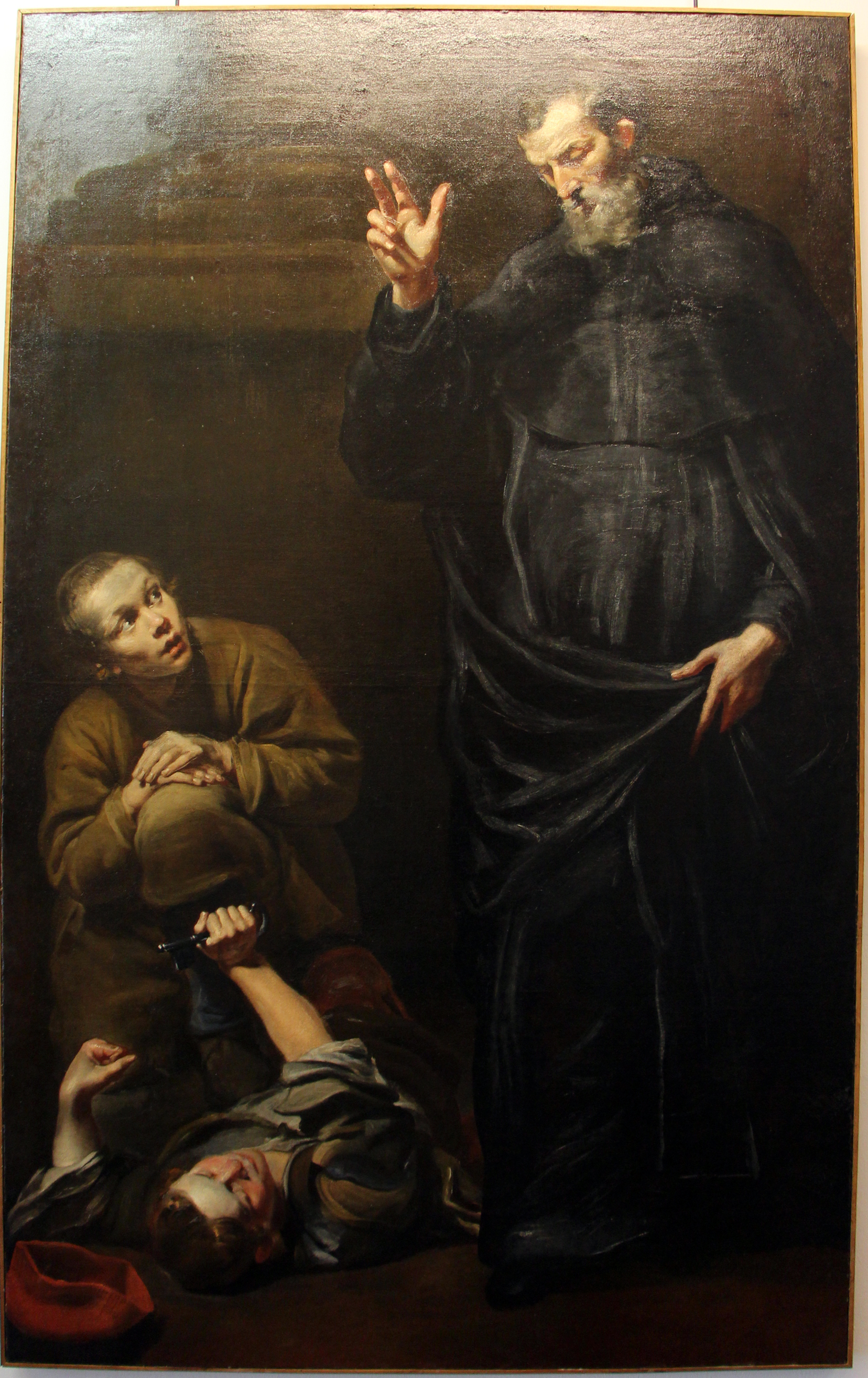
Il beato Gioacchino Piccolomini risana un fanciullo epilettico, Palazzo Bianco, Genova

Silvestro Chiesa (Genova, 1623 – Genova, 1657) è stato un pittore italiano.

## Biografia
Allievo del pittore genovese Luciano Borzone, Chiesa fu un esponente della scuola barocca del capoluogo ligure. Morì a causa dell'epidemia di peste che colpì Genova nel 1657.
Di Chiesa ci è giunta una sola tela di certa attribuzione , Il beato Gioacchino Piccolomini risana un fanciullo epilettico, esposta nel museo di Palazzo Bianco, a Genova.

## Opere
- Il beato Gioacchino Piccolomini risana un fanciullo epilettico, Palazzo Bianco, Genova.